# Combiné nordique à l'Universiade d'hiver de 2023
Pour des articles plus généraux, voir Combiné nordique aux Universiades, Universiade d'hiver de 2023 et Combiné nordique en 2023.
Navigation
Almaty - 2017
Les épreuves de combiné nordique à l'Universiade d'hiver de 2023 se déroulent à Lake Placid (États-Unis) du 13 janvier 2023 au 19 janvier 2023.
Pour la première fois, des courses féminines sont au programme.
Le Japon remporte cinq des six courses au programme. Sakutarō Kobayashi (de) remporte les deux courses individuelles masculines et les sœurs Haruka Kasai et Yuna Kasai les deux courses individuelles féminines. Les États-Unis remportent le sprint par équipes et le Japon le relais mixte. 

## Organisation

### Sites
Les concours de saut ont lieu sur le Centre de saut à ski MacKenzie Intervale et les courses de ski de fond sur le Lake Placid Olympic Sports Complex Cross Country Biathlon Center (de). Ces deux installations ont été utilisées lors des Jeux olympiques d'hiver de 1980. Les installations héritées sont modernisées dans l'optique de l'organisation de la compétition,. Les tremplins sont remis à niveau avec notamment l'installation d'une piste d'élan dotées de rails réfrigérés sur les deux tremplins principaux, le nivellement des pistes d'atterrissage et l'installation d'une télécabine pour monter rapidement au tremplin. Le complexe compte quatre tremplin : un HS 128, un HS 100 (seul ce dernier tremplin est utilisé pour les épreuves combinées), un HS 20 et un HS 10,. En mars 2022, le tremplin accueille des compétitions féminines de la coupe continentale de saut à ski 2021-2022 (en). En février 2023, le tremplin accueille deux concours de la Coupe du monde de saut à ski 2022-2023. Il s'agit de la première coupe du monde organisée à Lake Placid depuis 1990. Les courses de ski de fond ont lieu sur le Lake Placid Olympic Sports Complex Cross Country Biathlon Center qui est situé sur le Mont Van Hoevenberg (en).

### Calendrier
Le calendrier des épreuves de combiné nordique est le suivant :
| Janvier 2023 | Janvier 2023    | 12 | 13 | 14 | 15 | 16 | 17 | 18 | 19 | 20 | 21 | 22 |
| ------------ | --------------- | -- | -- | -- | -- | -- | -- | -- | -- | -- | -- | -- |
| Hommes       | Tremplin normal |    |    |    |    |    |    |    |    |    |    |    |
| Hommes       | Mass start      |    |    |    |    |    |    |    |    |    |    |    |
| Hommes       | Par équipes     |    |    |    |    |    |    |    |    |    |    |    |
| Femmes       | Tremplin normal |    |    |    |    |    |    |    |    |    |    |    |
| Femmes       | Mass start      |    |    |    |    |    |    |    |    |    |    |    |
| Mixte        | Par équipes     |    |    |    |    |    |    |    |    |    |    |    |

|  | Entraînements officiels |  | Jour de l'épreuve |

### Format des épreuves
Quatre type d'épreuves sont au programme de la compétition.

#### Individuel au tremplin normal
Les athlètes exécutent premièrement un saut sur le tremplin normal suivi d’une course de ski de fond de 10 km pour les hommes et de 5 km pour les femmes qui consiste à parcourir plusieurs boucles de 2,5 km. À la suite du saut, des points sont attribués pour la longueur et le style. Le départ de la course de ski de fond s'effectue selon la méthode Gundersen (1 point = 4 secondes), le coureur occupant la première place du classement de saut s’élance en premier, et les autres s’élancent ensuite dans l’ordre fixé. Le premier skieur à franchir la ligne d’arrivée remporte l’épreuve.

#### Départ en ligne
Les compétiteurs disputent une course de fond en partant tous en même temps. À l'issue de cette course, le vainqueur reçoit une note de 0 points, on enlève alors aux autres 15 points par minute perdue après le temps du vainqueur de la course de fond, vient ensuite une épreuve de saut à ski qui détermine le classement final.

#### Sprint par équipe
Le Team Sprint se dispute par équipe de deux. Comme pour les autres courses, les athlètes effectuent un saut chacun sur le tremplin et les résultats obtenus déterminent le départ de la course de fond. La course de fond se dispute sur 2 × 6 km par relais de 1,5 km.

#### Relais mixte
Il y a également une épreuve nordique mixte. Les équipes sont composées de d'un sauteur, d'un combiné et d'un fondeur. Les équipes doivent comporter au minimum une femme. Le sauteur et le combiné participe au concours de saut à ski. Le résultat du concours de saut est converti selon la méthode Gundersen (1 point = 4 secondes) en temps pour la course de ski de fond. Lors de la course de ski, le combiné et le fondeur effectuent 2,5 km chacun.

## Athlètes

### Règlements
Les fédérations nationales avaient jusqu'au 12 septembre 2022 pour décider du nombre d'athlètes qu'elles allaient engager dans les épreuves du combiné nordique et jusqu'au 12 décembre 2022 pour donner les noms des athlètes participants.
Les fédérations nationales ne pouvaient sélectionner que des athlètes remplissant certaines conditions. En effet, seuls les athlètes qui sont étudiants ou diplômés l'année précédente (en 2016) peuvent participer. De plus, les concurrents doivent avoir entre 17 et 25 ans (les participants doivent être nés entre le 1er janvier 1998 et le 31 décembre 2005). Les fédérations ne peuvent sélectionner que des athlètes disposant d'un code FIS.
Les fédérations peuvent engager huit athlètes. Sur ces huit athlètes, seulement six peuvent prendre le départ des deux courses individuelles. Les fédérations ne peuvent engager que deux équipes de deux athlètes pour les courses par équipes.

### Participants
26 athlètes de sept nations sont engagés :
| - Tchéquie (1) - Finlande (1) - Japon (8) - Kazakhstan (2) |  | - Pologne (4) - Ukraine (3) - États-Unis (7) |

## Récit des épreuves

### Gundersen
Chez les femmes, six athlètes sont au départ. Le concours de saut est dominé par Haruka Kasai grâce à un saut à 86 m. Elle devance sa sœur, Yuna Kasai, qui a sauté à 80 m de 54 s. Une troisième Japonaise est 
à la troisième place. Ayane Miyazaki, qui a sauté à 88 m est à 1 minute et 4 s. La Polonaise, Joanna Kil (pl), est quatrième à plus de deux minutes et elle devance Sana Azegami (de) et Tess Arnone (de). Lors de la course de ski de fond, les positions n'évoluent pas mis à part pour Sana Azegami qui ne prend pas part à la course de ski de fond. Haruka Kasai s'impose largement devant Yuna Kasai. Pour la troisième place, Ayane Miyazaki parvient à conserver la troisième place avec seulement quatre secondes d'avance sur Joanna Kil. Chez les hommes, la course compte 19 compétiteurs. Le concours de saut est dominé par le Japonais Sakutarō Kobayashi (de) grâce à un saut à 100 m. Il devance de plus de deux minutes, l'Américain Evan Nichols, qui a sauté à 88,5 m. Le Tchèque, Matěj Fadrhons, est troisième à quelques secondes de l'Américain. Derrière, le Finlandais, Rasmus Ähtävä, les Ukrainiens 	Vitalii Hrebeniuk et Dmytro Mazurchuk (en) ainsi que l'Américain Niklas Malacinski (de) se suivent à quelques secondes les uns des autres. Lors de la course de fond, Sakutarō Kobayashi fait la course seul en tête et l'emporte. La lutte pour la deuxième est plus serrée. En effet, les six athlètes qui étaient entre la deuxième et la septième place après le concours de saut se regroupent. Ils font la course ensemble ce qui évite le retour d'autres athlètes de l'arrière de la course. Dans le dernier tour, 
Niklas Malacinski attaque et il prend la deuxième place. Rasmus Ähtävä prend le meilleur au sprint sur Evan Nichols pour la troisième marche sur le podium.

### Départ en ligne
Chez les femmes, la course de fond est dominée par les deux sœurs Kasai. Dans un premiers temps, une course par élimination a lieu. Les jumelles Japonaises lâchent progressivement toutes les autres athlètes et elles se jouent au sprint la victoire. Yuna Kasai l'emporte devant Haruka Kasai. Derrière, Joanna Kil (de) prend la troisième place de la course. Elle n'est pas très loin des deux Japonaises en termes de points. Tess Arnone (de) ainsi que Sana Azegami (de) et Ayane Miyazaki sont plus loin. Lors du concours de saut, Haruka Kasai saute à 91,5 m ce qui lui assure la victoire devant sa sœur. Joanna Kil parvient à conserver la troisième place de 0,2 points devant la Japonaise Sana Azegami. Chez les hommes, Niklas Malacinski (de) domine la course de ski de fond de 10 km en 24 min et 37 s. Il devance ses compatriotes Aidan Ripp et Evan Nichols.Sakutarō Kobayashi (de) est cinquième à plus d'une minute et donc à 18,4 points du leader,. Cependant, lors du concours de saut, Sakutarō Kobayashi saute à 100,5 m, soit 11 m de plus que Niklas Malacinski et il l'emporte devant l'Américain. Evan Nichols parvient à prendre la troisième place grâce à un saut à 86 m.

### Relais
Dans le Team Sprint, le duo japonais composé de Takuya Nakazawa et de Sakutarō Kobayashi (de) domine le concours de saut. Les Japonais obtiennent 235,8 points ce qui leur permet de disposer de 25 s d'avance sur la première paire américaine composé d'Evan Nichols et de Niklas Malacinski (de). Lors de la course de ski de fond, les Américains reviennent progressivement sur les Japonais. Les deux équipes débutent le dernier tour ensemble et finalement Niklas Malacinski prend le meilleur sur Sakutarō Kobayashi pour la médaille d'or. Les Ukrainiens Vitalii Hrebeniuk (de) et Dmytro Mazurchuk (en) prennent la troisième place. La seconde équipe américaine composé d'Henry Johnstone et d'Aidan Ripp remonte jusqu'en quatrième position alors qu'ils étaient dernier après le concours de saut.
Un relais est au programme pour la première fois. Les trois disciplines du ski nordique (saut à ski, combiné nordique et ski de fond) sont représentés. Dans cette épreuve, la première équipe du Japon composée de Machiko Kubota (de) et Sakutarō Kobayashi (de) domine le concours de saut. Elle devance de 21 s la deuxième équipe japonaise et de 33 s la première équipe polonaise. La première équipe américaine est cinquième après le saut. Dans la course de ski de fond, Ryo Hirose (en) du Japon II revient sur Sakutarō Kobayashi et les deux équipes japonaises sont en tête à la mi-course. Cependant, Ayane Miyazaki ne peut pas suivre le rythme de Rin Sobue et le Japon I l'emporte. Derrière, Weronika Kaleta (de), Erin Bianco et Joanna Kil (pl) doublent également Ayane Miyazaki. Ainsi, c'est la première équipe polonaise qui prend la médaille d'argent devant la première équipe américaine.

### Podiums
| Épreuves                      | Or                                                                 | Or            | Argent                                                                             | Argent        | Bronze                                                                | Bronze        |
| ----------------------------- | ------------------------------------------------------------------ | ------------- | ---------------------------------------------------------------------------------- | ------------- | --------------------------------------------------------------------- | ------------- |
| Tremplin normal - Gundersen M | Sakutarō Kobayashi (de)                                            | 24 min 52 s 2 | Niklas Malacinski (de)                                                             | 26 min 28 s 6 | Rasmus Ähtävä                                                         | 26 min 35 s 2 |
| Tremplin normal - Gundersen F | Haruka Kasai                                                       | 14 min 34 s 6 | Yuna Kasai                                                                         | 15 min 23 s 4 | Ayane Miyazaki                                                        | 16 min 42 s 5 |
| Mass start M                  | Sakutarō Kobayashi (de)                                            | 124,6 points  | Niklas Malacinski (de)                                                             | 119,2 points  | Evan Nichols                                                          | 105,7 points  |
| Mass start F                  | Yuna Kasai                                                         | 122,2 points  | Haruka Kasai                                                                       | 113,6 points  | Joanna Kil (de)                                                       | 87,9 points   |
| Par équipe - Gundersen M      | États-Unis I- Evan Nichols - Niklas Malacinski (de)                | 24 min 51 s 1 | Japon I- Takuya Nakazawa - Sakutarō Kobayashi (de)                                 | 24 min 58 s 5 | Ukraine- Vitalii Hrebeniuk (de) - Dmytro Mazurchuk (en)               | 25 min 33 s 2 |
| Par équipe - Gundersen Mixte  | Japon I- Machiko Kubota (de) - Sakutarō Kobayashi (de) - Rin Sobue | 12 min 14 s 7 | Pologne I- Nicole Konderla (pl) - Andrzej Szczechowicz (pl) - Weronika Kaleta (de) | 12 min 55 s 2 | États-Unis I- Cara Larson (pl) - Niklas Malacinski (de) - Erin Bianco | 13 min 3 s 2  |

## Résultats détaillés

### Tremplin normal / Gundersen Masculin
Le tableau ci-dessous montre les résultats de la compétition avec le nom des participants, leur pays, leur classement, les temps dans l'épreuve de fond, la longueur de leur saut et les points qu'ils ont remporté dans les deux épreuves.
| Position | Athlète                   | Nation     | Distance (m) | Points | Retard au départ | Temps du ski de fond | Écart         |
| -------- | ------------------------- | ---------- | ------------ | ------ | ---------------- | -------------------- | ------------- |
| 1.       | Sakutarō Kobayashi (de)   | Japon      | 100,0        | 138,6  | 0 min 0 s        | 24 min 52 s 2        | 24 min 52 s 2 |
| 2.       | Niklas Malacinski (de)    | États-Unis | 82,0         | 100,8  | +2 min 31 s      | 23 min 57 s 6        | +1 min 36 s 4 |
| 3.       | Rasmus Ähtävä             | Finlande   | 92,0         | 104,5  | +2 min 16 s      | 24 min 19 s 2        | +1 min 43 s 0 |
| 4.       | Evan Nichols              | États-Unis | 88,5         | 107,3  | +2 min 5 s       | 24 min 31 s 5        | +1 min 44 s 3 |
| 5.       | Dmytro Mazurchuk (en)     | Ukraine    | 89,5         | 102,0  | +2 min 26 s      | 24 min 15 s 5        | +1 min 49 s 3 |
| 6.       | Vitalii Hrebeniuk         | Ukraine    | 88,5         | 103,2  | +2 min 22 s      | 24 min 33 s 5        | +2 min 3 s 3  |
| 7.       | Matěj Fadrhons            | Tchéquie   | 88,0         | 106,3  | +2 min 9 s       | 24 min 53 s 4        | +2 min 10 s 2 |
| 8.       | Andrzej Szczechowicz (pl) | Pologne    | 85,0         | 97,7   | +2 min 44 s      | 24 min 44 s 4        | +2 min 36 s 2 |
| 9.       | Takuya Nakazawa           | Japon      | 82,0         | 90,7   | +3 min 12 s      | 24 min 39 s 3        | +2 min 59 s 1 |
| 10.      | Kazuho Kodate             | Japon      | 82,0         | 90,5   | +3 min 12 s      | 26 min 9 s 2         | +4 min 29 s 0 |
| 11.      | Paweł Szyndlar (pl)       | Pologne    | 77,0         | 83,1   | +3 min 42 s      | 25 min 44 s 8        | +4 min 34 s 6 |
| 12.      | Henry Johnstone           | États-Unis | 68,0         | 66,6   | +4 min 48 s      | 25 min 19 s 6        | +5 min 15 s 4 |
| 13.      | Aidan Ripp                | États-Unis | 60,5         | 44,1   | +6 min 18 s      | 24 min 3 s 9         | +5 min 29 s 7 |
| 14.      | Oleksandr Shumbarets      | Ukraine    | 70,0         | 62,4   | +5 min 5 s       | 25 min 20 s 1        | +5 min 32 s 9 |
| 15.      | Magzhan Amankeldiuly      | Kazakhstan | 79,0         | 81,5   | +3 min 48 s      | 27 min 36 s 9        | +6 min 32 s 7 |
| 16.      | Adam Skupień              | Pologne    | 69,0         | 63,9   | +4 min 59 s      | 27 min 5 s 1         | +7 min 11 s 9 |
| 17.      | Ali Askar                 | Kazakhstan | 70,0         | 59,4   | +5 min 17 s      | 27 min 34 s 3        | +7 min 59 s 1 |
| 18.      | Timothy Ziegler           | États-Unis | 57,0         | 35,2   | +6 min 54 s      | 26 min 32 s 1        | +8 min 33 s 9 |
| -        | Motoki Yamanaka           | Japon      | 86,5         | 95,1   | +2 min 54 s      | Non partant          | Non partant   |

### Tremplin normal / Gundersen Féminin
Le tableau ci-dessous montre les résultats de la compétition avec le nom des participants, leur pays, leur classement, les temps dans l'épreuve de fond, la longueur de leur saut et les points qu'ils ont remporté dans les deux épreuves.
| Position | Athlète           | Nation     | Distance (m) | Points | Retard au départ | Temps du ski de fond | Écart         |
| -------- | ----------------- | ---------- | ------------ | ------ | ---------------- | -------------------- | ------------- |
| 1.       | Haruka Kasai      | Japon      | 86,0         | 114,0  | 0 min 0 s        | 14 min 34 s 6        | 14 min 34 s 6 |
| 2.       | Yuna Kasai        | Japon      | 80,0         | 100,5  | +0 min 54 s      | 14 min 29 s 4        | +48 s 8       |
| 3.       | Ayane Miyazaki    | Japon      | 88,0         | 97,9   | +1 min 4 s       | 15 min 20 s 5        | +2 min 7 s 9  |
| 4.       | Joanna Kil (pl)   | Pologne    | 78,0         | 83,6   | +2 min 2 s       | 14 min 44 s 7        | +2 min 12 s 1 |
| 5.       | Tess Arnone (de)  | États-Unis | 57,5         | 36,3   | +5 min 11 s      | 16 min 9 s 7         | +6 min 46 s 1 |
| -        | Sana Azegami (de) | Japon      | 75,0         | 80,2   | +2 min 15 s      | Non partant          | Non partant   |

### Tremplin normal / Mass start Masculin
Le tableau ci-dessous montre les résultats de la compétition avec le nom des participants, leur pays, leur classement, les temps dans l'épreuve de fond, la longueur de leur saut et les points qu'ils ont remporté dans les deux épreuves.
| Position | Athlète                   | Nation     | Temps du ski de fond | Points du ski de fond | Distance (m) | Points du saut à ski | Écart         |
| -------- | ------------------------- | ---------- | -------------------- | --------------------- | ------------ | -------------------- | ------------- |
| 1.       | Sakutarō Kobayashi (de)   | Japon      | 25 min 50 s 4        | -18,4                 | 100,5 m      | 143,0                | 124,6 points  |
| 2.       | Niklas Malacinski (de)    | États-Unis | 24 min 37 s 0        | 0,0                   | 89,5 m       | 119,2                | -5,4 points   |
| 3.       | Evan Nichols              | États-Unis | 25 min 20 s 9        | -11,0                 | 86,0 m       | 116,7                | -18,9 points  |
| 4.       | Takuya Nakazawa           | Japon      | 25 min 24 s 7        | -11,9                 | 82,0 m       | 102,1                | -34,4 points  |
| 5.       | Andrzej Szczechowicz (pl) | Pologne    | 26 min 28 s 1        | -27,8                 | 85,0 m       | 111,6                | -40,8 points  |
| 6.       | Vitalii Hrebeniuk         | Ukraine    | 25 min 57 s 2        | -20,0                 | 82,0 m       | 103,2                | -41,4 points  |
| 7.       | Dmytro Mazurchuk (en)     | Ukraine    | 26 min 37 s 2        | -30,0                 | 88,0 m       | 110,4                | -44,2 points  |
| 8.       | Kazuho Kodate             | Japon      | 26 min 26 s 6        | -27,4                 | 83,0 m       | 99,9                 | -52,1 points  |
| 9.       | Henry Johnstone           | États-Unis | 25 min 53 s 1        | -19,0                 | 75,0 m       | 81,8                 | -61,8 points  |
| 10.      | Motoki Yamanaka           | Japon      | 27 min 13 s 2        | -39,0                 | 79,0 m       | 97,4                 | -66,2 points  |
| 11.      | Paweł Szyndlar (pl)       | Pologne    | 26 min 45 s 6        | -32,2                 | 80,5 m       | 85,7                 | -71,1 points  |
| 12.      | Aidan Ripp                | États-Unis | 25 min 15 s 2        | -9,6                  | 68,0 m       | 60,5                 | -73,7 points  |
| 13.      | Magzhan Amankeldiuly      | Kazakhstan | 28 min 23 s 7        | -56,7                 | 81,5 m       | 87,6                 | -93,7 points  |
| 14.      | Ali Askar                 | Kazakhstan | 28 min 22 s 5        | -56,4                 | 77,5 m       | 80,3                 | -100,7 points |
| 15.      | Oleksandr Shumbarets      | Ukraine    | 28 min 50 s 2        | -63,3                 | 74,5 m       | 86,1                 | -101,8 points |
| 16.      | Adam Skupień              | Pologne    | 29 min 11 s 9        | -68,7                 | 73,5 m       | 84,7                 | -108,6 points |
| 17.      | Timothy Ziegler           | États-Unis | 27 min 57 s 0        | -50,0                 | 62,5 m       | 52,5                 | -122,1 points |
| -        | Matěj Fadrhons            | Tchéquie   | Abandon              | Abandon               | Abandon      | Abandon              | Abandon       |
| -        | Rasmus Ähtävä             | Finlande   | Non partant          | Non partant           | Non partant  | Non partant          | Non partant   |

### Tremplin normal / Mass start Féminin
Le tableau ci-dessous montre les résultats de la compétition avec le nom des participants, leur pays, leur classement, les temps dans l'épreuve de fond, la longueur de leur saut et les points qu'ils ont remporté dans les deux épreuves.
| Position | Athlète           | Nation     | Temps du ski de fond | Points du ski de fond | Distance (m) | Points du saut à ski | Écart        |
| -------- | ----------------- | ---------- | -------------------- | --------------------- | ------------ | -------------------- | ------------ |
| 1.       | Yuna Kasai        | Japon      | 14 min 35 s 8        | 0,0                   | 91,5 m       | 122,2                | 122,2 points |
| 2.       | Haruka Kasai      | Japon      | 14 min 40 s 3        | -1,1                  | 89,5 m       | 114,7                | -8,6 points  |
| 3.       | Joanna Kil (pl)   | Pologne    | 14 min 53 s 3        | -4,4                  | 81,0 m       | 92,3                 | -34,3 points |
| 4.       | Sana Azegami (de) | Japon      | 16 min 0 s 4         | -21,2                 | 88,5 m       | 108,9                | -34,5 points |
| 5.       | Ayane Miyazaki    | Japon      | 16 min 4 s 9         | -22,3                 | 85,5 m       | 107,7                | -36,8 points |
| 6.       | Tess Arnone (de)  | États-Unis | 15 min 28 s 8        | -13,2                 | 58,5 m       | 35,8                 | -99,6 points |

### Sprint par équipe - Gundersen M
Le tableau ci-dessous montre les résultats de la compétition avec le nom des participants, leur pays, leur classement, les temps dans l'épreuve de fond, la longueur de leur saut et les points qu'ils ont remporté dans les deux épreuves.
| Rang | Pays                                                      | Longueur (m) | Points            | Différence de temps | Temps         | Rang du ski de fond | Classement final |
| ---- | --------------------------------------------------------- | ------------ | ----------------- | ------------------- | ------------- | ------------------- | ---------------- |
| 1    | États-Unis I- Evan Nichols - Niklas Malacinski (de)       | 88,5 86,5    | 216,8 111,3 105,5 | +0 min 25 s         | 24 min 26 s 1 | 1                   | 24 min 51 s 1    |
| 2    | Japon I- Takuya Nakazawa - Sakutarō Kobayashi (de)        | 83,0 99,5    | 235,8 95,6 140,2  | 0 min 0 s           | 24 min 58 s 5 | 3                   | +7 s 4           |
| 3    | Ukraine- Vitalii Hrebeniuk - Dmytro Mazurchuk (en)        | 86,0 86,5    | 211,1 103,9 107,2 | +0 min 33 s         | 25 min 0 s 2  | 4                   | +42 s 1          |
| 4    | États-Unis II - Henry Johnstone - Aidan Ripp              | 71,5 67,5    | 128,9 70,3 58,6   | +2 min 23 s         | 24 min 31 s 5 | 2                   | +2 min 3 s 4     |
| 5    | Japon II - Kazuho Kodate - Motoki Yamanaka                | 83,0 84,5    | 195,8 95,2 100,6  | +0 min 53 s         | 26 min 11 s 3 | 6                   | +2 min 13 s 2    |
| 6    | Pologne - Paweł Szyndlar (pl) - Andrzej Szczechowicz (pl) | 70,5 84,5    | 166,1 67,1 99,0   | +1 min 33 s         | 25 min 44 s 0 | 5                   | +2 min 25 s 9    |
| 7    | Kazakhstan- Magzhan Amankeldiuly - Ali Askar              | 85,0 73,0    | 168,5 99,0 69,5   | +1 min 30 s         | 28 min 8 s 7  | 7                   | +4 min 47 s 6    |

### Relais mixte
Le tableau ci-dessous montre les résultats de la compétition avec le nom des participants, leur pays, leur classement, les temps dans l'épreuve de fond, la longueur de leur saut et les points qu'ils ont remporté dans les deux épreuves.
| Position | Pays                                                                               | Saut à ski   | Saut à ski | Saut à ski      | Saut à ski  | Ski de fond      | Ski de fond       | Classement final |
| Position | Pays                                                                               | Longueur (m) | Points     | Total de points | Écart       | Temps individuel | Temps de l'équipe | Classement final |
| -------- | ---------------------------------------------------------------------------------- | ------------ | ---------- | --------------- | ----------- | ---------------- | ----------------- | ---------------- |
| 1        | Japon I- Machiko Kubota (de) - Sakutarō Kobayashi (de) - Rin Sobue                 | 91,0 m       | 106,9      | 234,4           | 0 min 0 s   | -                | 12 min 14 s 7     | –                |
| 1        | Japon I- Machiko Kubota (de) - Sakutarō Kobayashi (de) - Rin Sobue                 | 95,0 m       | 127,5      | 234,4           | 0 min 0 s   | 5:46,2           | 12 min 14 s 7     | –                |
| 1        | Japon I- Machiko Kubota (de) - Sakutarō Kobayashi (de) - Rin Sobue                 | -            | -          | 234,4           | 0 min 0 s   | 6:28,5           | 12 min 14 s 7     | –                |
| 2        | Pologne I- Nicole Konderla (de) - Andrzej Szczechowicz (pl) - Weronika Kaleta (de) | 92,5 m       | 115,9      | 209,7           | +0 min 33 s | -                | 12 min 55 s 2     | + 40 s 7         |
| 2        | Pologne I- Nicole Konderla (de) - Andrzej Szczechowicz (pl) - Weronika Kaleta (de) | 85,0 m       | 93,8       | 209,7           | +0 min 33 s | 5:52,5           | 12 min 55 s 2     | + 40 s 7         |
| 2        | Pologne I- Nicole Konderla (de) - Andrzej Szczechowicz (pl) - Weronika Kaleta (de) | -            | -          | 209,7           | +0 min 33 s | 6:29,7           | 12 min 55 s 2     | + 40 s 7         |
| 3        | États-Unis I- Cara Larson (pl) - Niklas Malacinski (de) - Erin Bianco              | 80,5 m       | 80,6       | 188,2           | +1 min 2 s  | -                | 13 min 03 s 2     | + 48 s 5         |
| 3        | États-Unis I- Cara Larson (pl) - Niklas Malacinski (de) - Erin Bianco              | 89,5 m       | 107,6      | 188,2           | +1 min 2 s  | 5:39,5           | 13 min 03 s 2     | + 48 s 5         |
| 3        | États-Unis I- Cara Larson (pl) - Niklas Malacinski (de) - Erin Bianco              | -            | -          | 188,2           | +1 min 2 s  | 6:21,7           | 13 min 03 s 2     | + 48 s 5         |
| 4        | Pologne II- Adam Niżnik (de) - Joanna Kil (pl) - Mateusz Haratyk (en)              | 91,0 m       | 123,7      | 203,5           | +0 min 41 s | -                | 13 min 19 s 3     | + 1 min 04 s 6   |
| 4        | Pologne II- Adam Niżnik (de) - Joanna Kil (pl) - Mateusz Haratyk (en)              | 76,0 m       | 79,8       | 203,5           | +0 min 41 s | 7:09,9           | 13 min 19 s 3     | + 1 min 04 s 6   |
| 4        | Pologne II- Adam Niżnik (de) - Joanna Kil (pl) - Mateusz Haratyk (en)              | -            | -          | 203,5           | +0 min 41 s | 5:28,4           | 13 min 19 s 3     | + 1 min 04 s 6   |
| 5        | Japon II- Ryūsei Ikeda (pl) - Ayane Miyazaki - Ryo Hirose (en)                     | 92,0 m       | 122,6      | 218,9           | +0 min 21 s | -                | 13 min 36 s 2     | + 1 min 21 s 5   |
| 5        | Japon II- Ryūsei Ikeda (pl) - Ayane Miyazaki - Ryo Hirose (en)                     | 86,0 m       | 96,3       | 218,9           | +0 min 21 s | 7:50,4           | 13 min 36 s 2     | + 1 min 21 s 5   |
| 5        | Japon II- Ryūsei Ikeda (pl) - Ayane Miyazaki - Ryo Hirose (en)                     | -            | -          | 218,9           | +0 min 21 s | 5:24,8           | 13 min 36 s 2     | + 1 min 21 s 5   |
| 6        | Japon III- Miki Ikeda - Takuya Nakazawa - Chika Honda                              | 75,5 m       | 75,2       | 157,8           | +1 min 42 s | -                | 14 min 00 s 5     | + 1 min 45 s 8   |
| 6        | Japon III- Miki Ikeda - Takuya Nakazawa - Chika Honda                              | 80,0 m       | 82,6       | 157,8           | +1 min 42 s | 5:41,5           | 14 min 00 s 5     | + 1 min 45 s 8   |
| 6        | Japon III- Miki Ikeda - Takuya Nakazawa - Chika Honda                              | -            | -          | 157,8           | +1 min 42 s | 6:37,0           | 14 min 00 s 5     | + 1 min 45 s 8   |
| 7        | Japon IV- Fū Shigeta - Kazuho Kodate - Nodoka Tochitani                            | 75,0 m       | 66,7       | 155,4           | +1 min 45 s | -                | 14 min 14 s 4     | + 1 min 59 s 7   |
| 7        | Japon IV- Fū Shigeta - Kazuho Kodate - Nodoka Tochitani                            | 83,0 m       | 88,7       | 155,4           | +1 min 45 s | 5:58,3           | 14 min 14 s 4     | + 1 min 59 s 7   |
| 7        | Japon IV- Fū Shigeta - Kazuho Kodate - Nodoka Tochitani                            | -            | -          | 155,4           | +1 min 45 s | 6:31,1           | 14 min 14 s 4     | + 1 min 59 s 7   |
| 8        | Japon V- Mizuki Satō - Motoki Yamanaka - Moeko Kobayashi                           | 79,0 m       | 75,6       | 167,8           | +1 min 29 s | -                | 14 min 20 s 0     | + 2 min 05 s 3   |
| 8        | Japon V- Mizuki Satō - Motoki Yamanaka - Moeko Kobayashi                           | 83,5 m       | 92,2       | 167,8           | +1 min 29 s | 6:05,6           | 14 min 20 s 0     | + 2 min 05 s 3   |
| 8        | Japon V- Mizuki Satō - Motoki Yamanaka - Moeko Kobayashi                           | -            | -          | 167,8           | +1 min 29 s | 6:45,4           | 14 min 20 s 0     | + 2 min 05 s 3   |
| 9        | Kazakhstan- Veronika Shishkina (no) - Magżan Amangieldyuły - Laura Kinybajewa      | 76,5 m       | 76,0       | 160,7           | +1 min 38 s | -                | 15 min 01 s 8     | + 2 min 47 s 1   |
| 9        | Kazakhstan- Veronika Shishkina (no) - Magżan Amangieldyuły - Laura Kinybajewa      | 81,5 m       | 84,7       | 160,7           | +1 min 38 s | 6:30,7           | 15 min 01 s 8     | + 2 min 47 s 1   |
| 9        | Kazakhstan- Veronika Shishkina (no) - Magżan Amangieldyuły - Laura Kinybajewa      | -            | -          | 160,7           | +1 min 38 s | 6:53,1           | 15 min 01 s 8     | + 2 min 47 s 1   |
| 10       | Pologne IV- Anna Twardosz (it) - Adam Skupień - Aleksandra Mikołajczyk             | 78,5 m       | 59,6       | 91,8            | +3 min 10 s | -                | 16 min 12 s 0     | + 3 min 57 s 3   |
| 10       | Pologne IV- Anna Twardosz (it) - Adam Skupień - Aleksandra Mikołajczyk             | 68,5 m       | 32,2       | 91,8            | +3 min 10 s | 7:23,7           | 16 min 12 s 0     | + 3 min 57 s 3   |
| 10       | Pologne IV- Anna Twardosz (it) - Adam Skupień - Aleksandra Mikołajczyk             | -            | -          | 91,8            | +3 min 10 s | 5:45,1           | 16 min 12 s 0     | + 3 min 57 s 3   |
| 11       | États-Unis II- Logan Gundry - Tess Arnone (de) - Cameron Wolfe                     | 73,0 m       | 91,2       | 145,8           | +1 min 58 s | -                | 16 min 18 s 8     | + 4 min 04 s 1   |
| 11       | États-Unis II- Logan Gundry - Tess Arnone (de) - Cameron Wolfe                     | 57,0 m       | 54,6       | 145,8           | +1 min 58 s | 7:03,2           | 16 min 18 s 8     | + 4 min 04 s 1   |
| 11       | États-Unis II- Logan Gundry - Tess Arnone (de) - Cameron Wolfe                     | -            | -          | 145,8           | +1 min 58 s | 7:10,8           | 16 min 18 s 8     | + 4 min 04 s 1   |
| -        | Pologne III- Kinga Rajda (en) - Paweł Szyndlar (pl) - Karolina Kukuczka (de)       | 83,5 m       | 105,5      | 180,9           | +1 min 11 s | Non partant      | Non partant       | Non partant      |
| -        | Pologne III- Kinga Rajda (en) - Paweł Szyndlar (pl) - Karolina Kukuczka (de)       | 76,0 m       | 75,4       | 180,9           | +1 min 11 s | Non partant      | Non partant       | Non partant      |
| -        | Pologne III- Kinga Rajda (en) - Paweł Szyndlar (pl) - Karolina Kukuczka (de)       | -            | -          | 180,9           | +1 min 11 s | Non partant      | Non partant       | Non partant      |

## Tableau des médailles
| Rang  | Nation                   | Or | Argent | Bronze | Total |
| ----- | ------------------------ | -- | ------ | ------ | ----- |
| 1     | Japon                    | 5  | 3      | 1      | 9     |
| 2     | États-Unis (nation hôte) | 1  | 2      | 2      | 5     |
| 3     | Pologne                  | 0  | 1      | 1      | 2     |
| 4     | Finlande                 | 0  | 0      | 1      | 1     |
| 4     | Ukraine                  | 0  | 0      | 1      | 1     |
| Total | Total                    | 6  | 6      | 6      | 18    |